# تی. پراکاش رائو
تی. پراکاش رائو (انگلیسی: T. Prakash Rao; ۲۴ نوامبر ۱۹۲۴ – ۱ ژوئیهٔ ۱۹۹۲) کارگردان فیلم اهل هند بود. وی کارگردان فیلم‌هایی همچون عزت بوده‌است.